# A449 road
Die A449 road (englisch für Straße A449) ist eine überwiegend als Primary route ausgewiesene, 167 km lange Fernverkehrsstraße, die von Newport (Gwent) nach Stafford führt.

## Verlauf

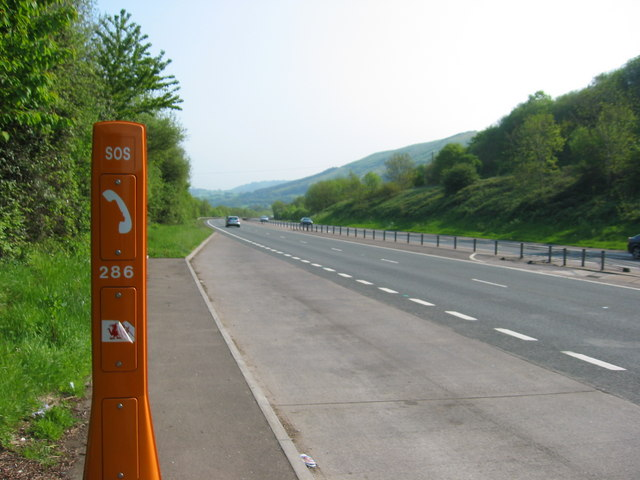
Die A449 zwischen Newport und Usk (Aufnahme 2006)

Die Straße beginnt in Newport an der Anschlussstelle junction 24 des M4 motorway und führt vierstreifig über Usk zur A40 road, mit der sie bis Ross-on-Wye gemeinsam verläuft. Nach der Trennung passiert sie das Ende des M50 motorway und führt nach Nordnordosten nach Ledbury und Great Malvern. Durch Worcester verliert sie ihren Charakter als Primary route, der auf die Umgehungsstraße A4440 road übergeht, gewinnt diesen aber auf der überwiegend vierstreifigen Strecke nach Kidderminster zurück. Dort wird die A456 road gekreuzt und die von Redditch kommende A448 road trifft auf sie. Weiter verläuft die Straße durch Wolverhampton, wo die A41 road und die A454 road kreuzen. Weiter nördlich hat sie Anschluss an den M54 motorway, kreuzt die A5 road und verläuft bis Stafford parallel zum M6 motorway. In Stafford endet die Straße an der A34 road.